# Casque corinthien
Pour les articles homonymes, voir Casque (homonymie).

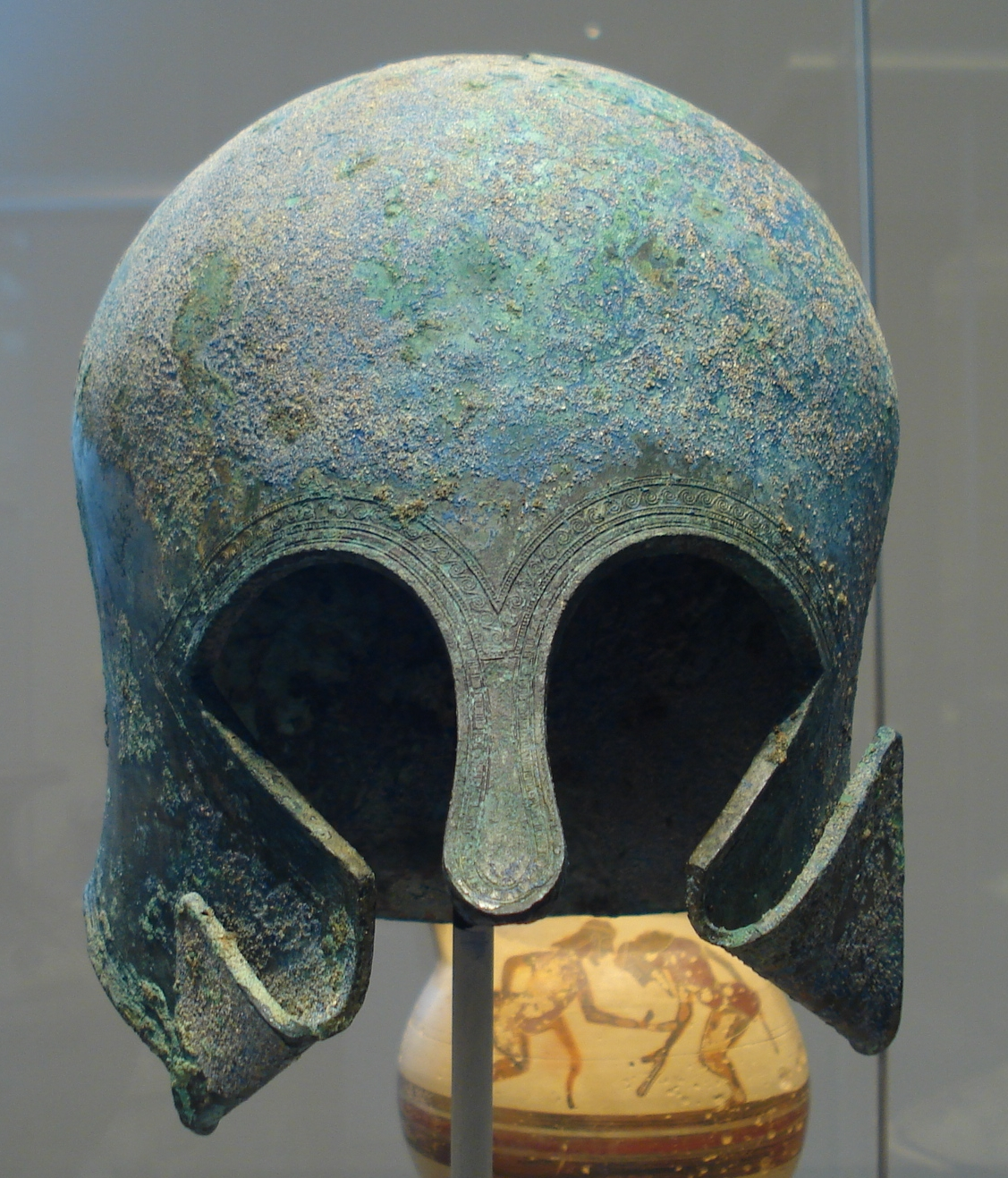
Casque corinthien. Bronze. Grèce, et

Le casque corinthien est un type de casque grec en bronze, traditionnellement considéré comme étant né dans la cité grecque de Corinthe. Il apparaît à la fin du VIIIe siècle av. J.-C. et est un des constituants traditionnels et emblématiques de l'armement hoplitique. Il cohabite avec différentes autres formes de casques : attique, chalcidien, béotien, illyrien, phrygien (ou thrace), ainsi que leurs dérivés régionaux respectifs. Il est le type de casque le plus représenté dans l'iconographie grecque mettant en scène des hoplites, ainsi que dans l'iconographie étrusque, romaine et italique au sens large, sur les monnaies, vases, reliefs, dans la statuaire et dans la peinture. Il fut par ailleurs l'objet de copies au sein du reste du monde méditerranéen occidental, notamment en Étrurie et en Italie méridionale. Il a ainsi donné naissance au casque apulo-corinthien. 
Il est progressivement abandonné au profit de casques plus légers et plus confortables, offrant une meilleure audition et un meilleur champ de vision ainsi qu'une plus grande mobilité de la tête, à l'époque hellénistique au cours de laquelle le combat devient plus mobile. Le casque corinthien est particulièrement présent dans l'imagerie populaire occidentale contemporaine, en tant que symbole militaire, ou en tant qu'emblème de communautés et de fraternités masculines.

## Description
Le casque corinthien est caractérisé par un développement de la calotte, l'avancée des protège-joues (paragnathides) et l'épaississement de la tôle de bronze employée : son apparition correspond aux progrès de l'art du métal en Grèce antique. Le casque est doublé à l'intérieur d'un bourrage en tissu ou en cuir, attaché au casque par de petits rivets longeant la tôle.
Le casque corinthien est solide et permet une bonne protection du visage et de la nuque, grâce aux longues paragnathides et au pare-nuque recourbé. En dehors des phases de combat au corps à corps, lors d'une chevauchée par exemple, il peut être renversé en arrière, découvrant ainsi le visage, retenu au menton par une lanière de cuir. Son principal défaut est qu'il recouvre les oreilles, diminuant ainsi les capacités auditives de l'hoplite, alors même qu'une des clés du combat en phalange est le rythme de marche donné par la musique.

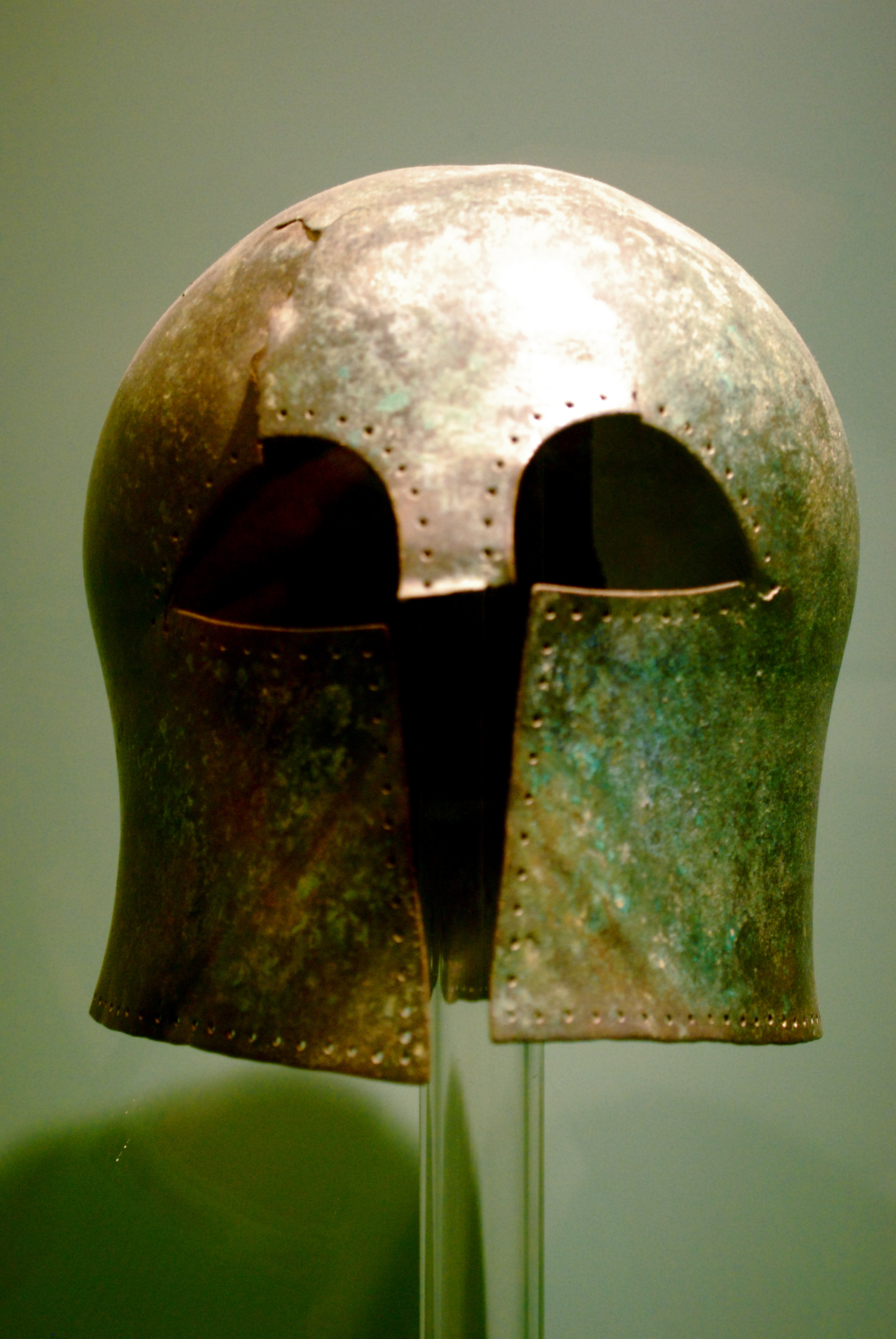
Casque corinthien archaïque (Musée archéologique de La Canée, Crète).
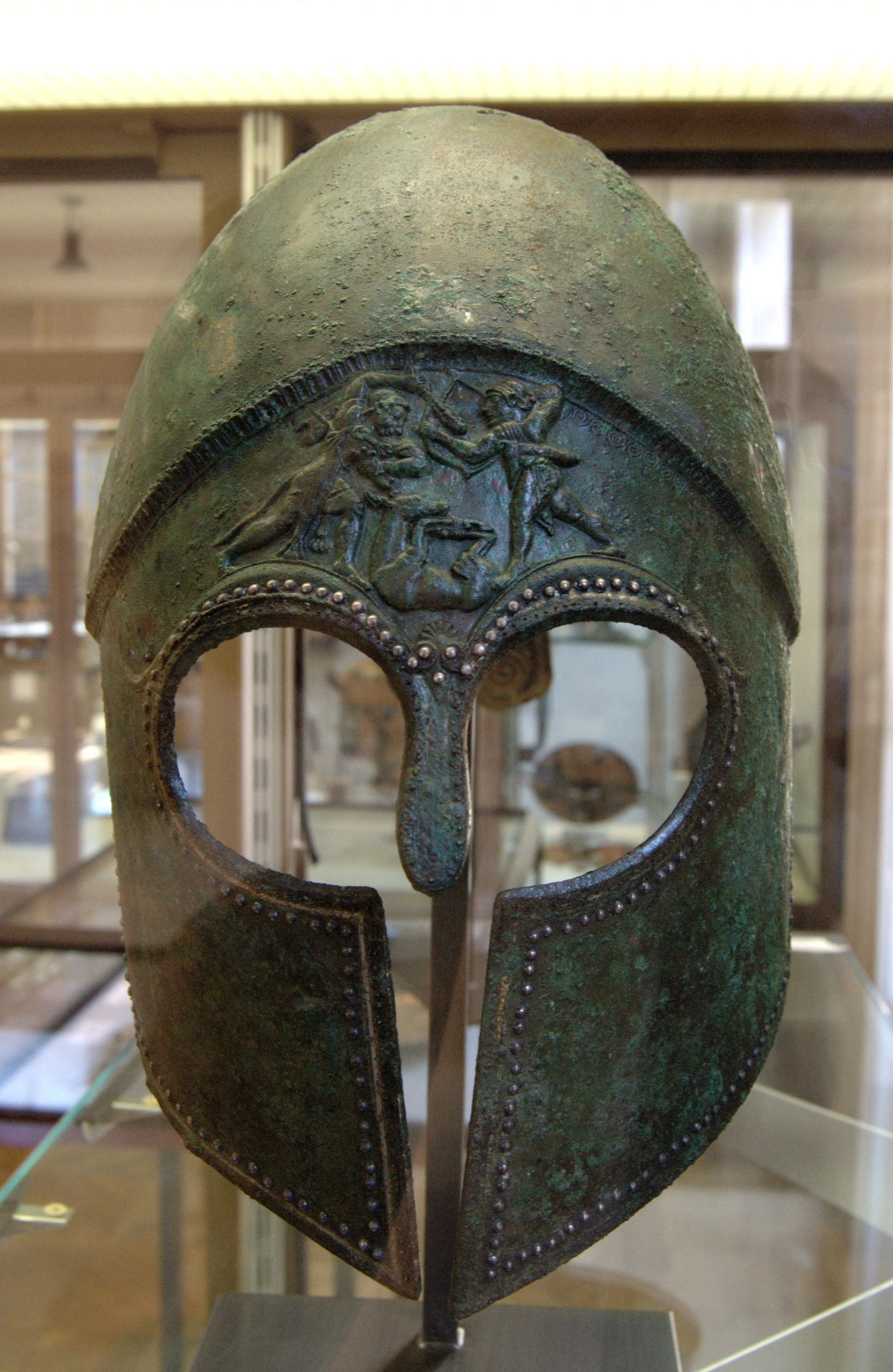
Casque corinthien (Cabinet des Médailles, Paris, BnF). Bronze, petits clous d'argent, début du Ve siècle av. J.-C. ; le front porte une représentation en relief de la dispute d'Héraclès et d'Apollon pour la biche de Cérynie. Fabriqué à Vulci.
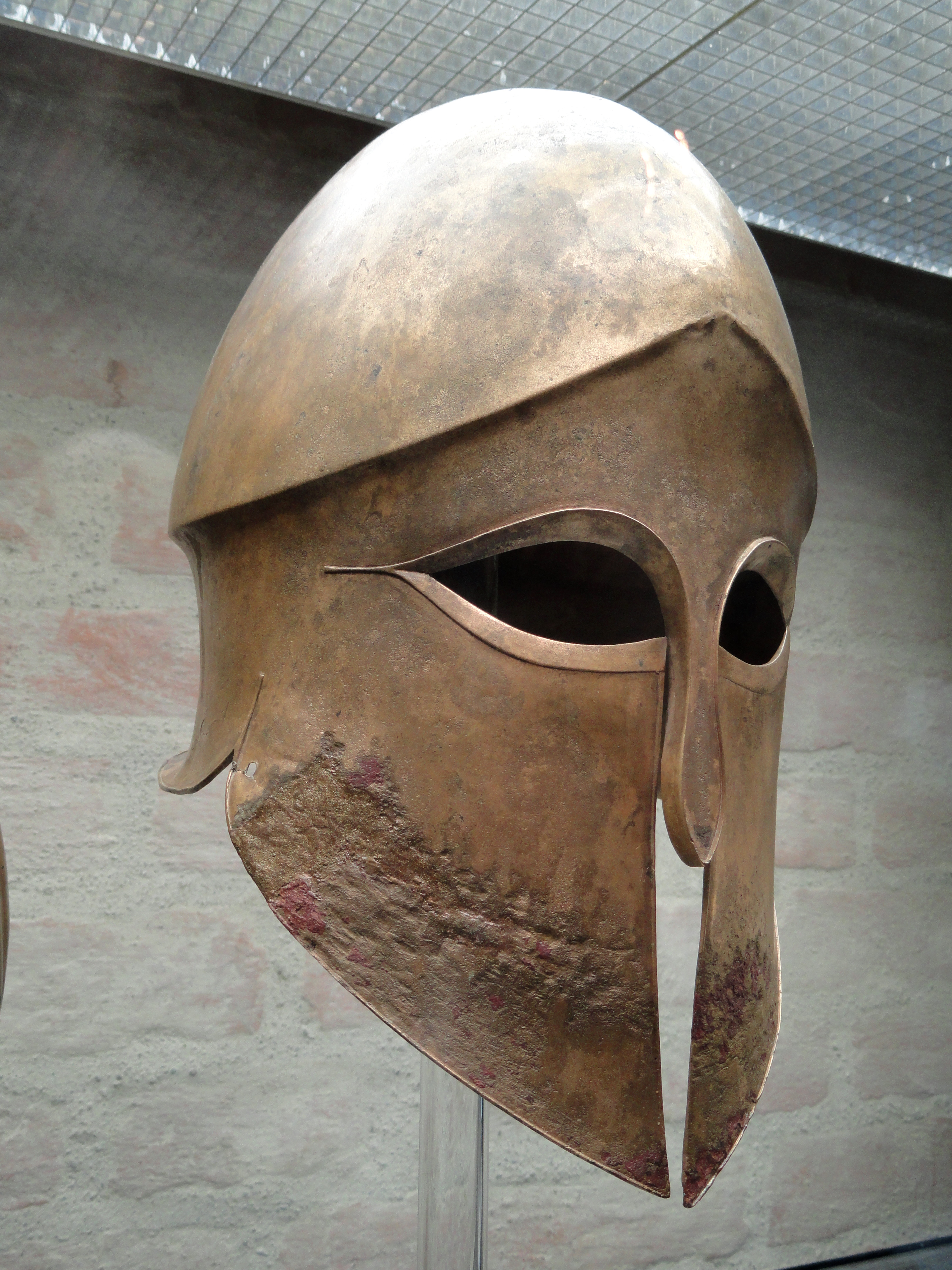
Casque corinthien issu de la tombe d'un dénommé Denda. Le nom du guerrier est gravé sur la cnémide gauche elle aussi déposée dans la sépulture. Provient d'un atelier grec d'Italie du Sud, 500-490 av. J.-C.
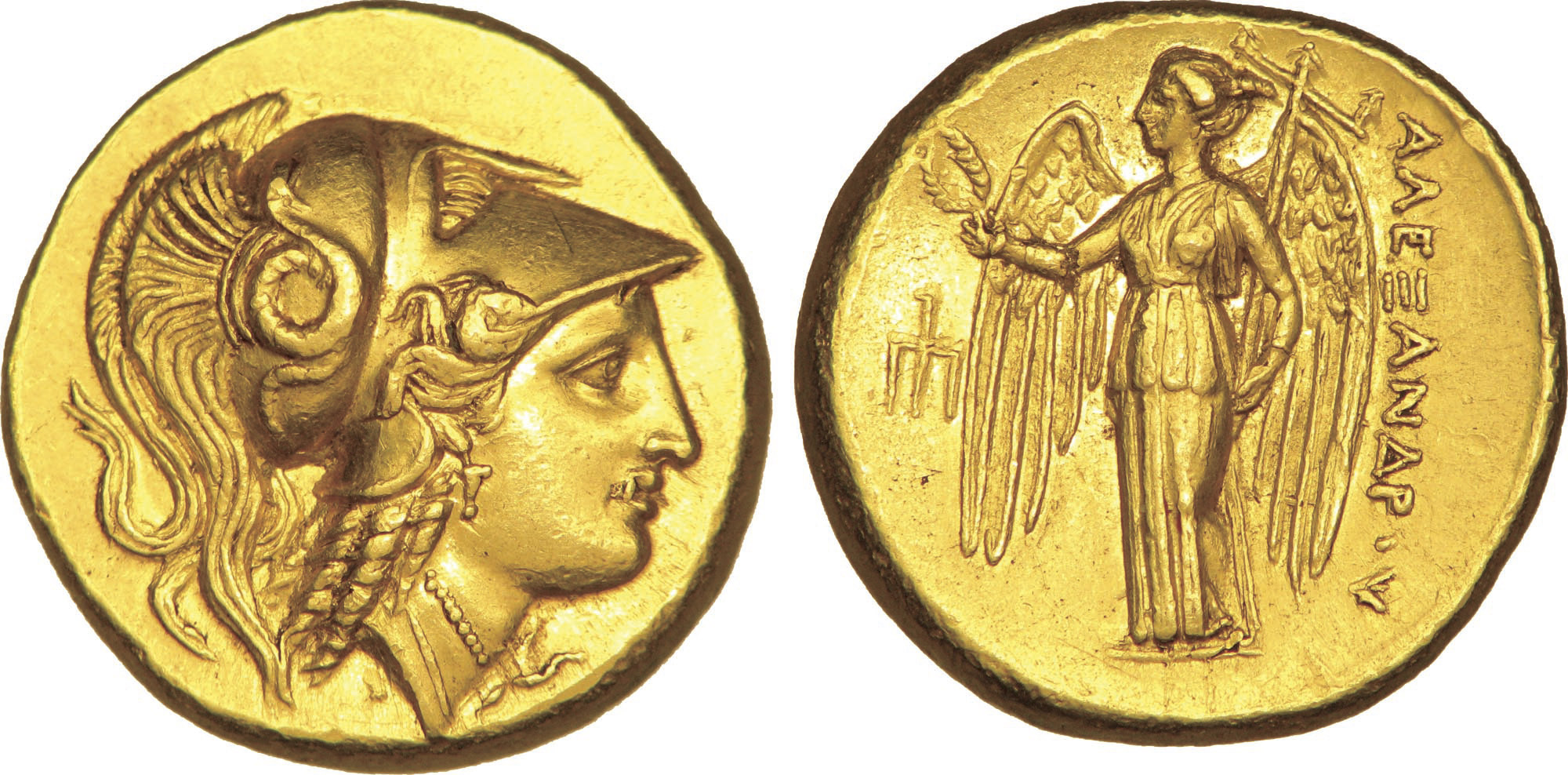
Distatère d'or d'Alexandre le Grand représentant à droite Niké. Au droit, tête casquée d'Athéna à gauche, coiffée du casque corinthien à aigrette, orné d'un serpent. Macédoine, Amphipolis.
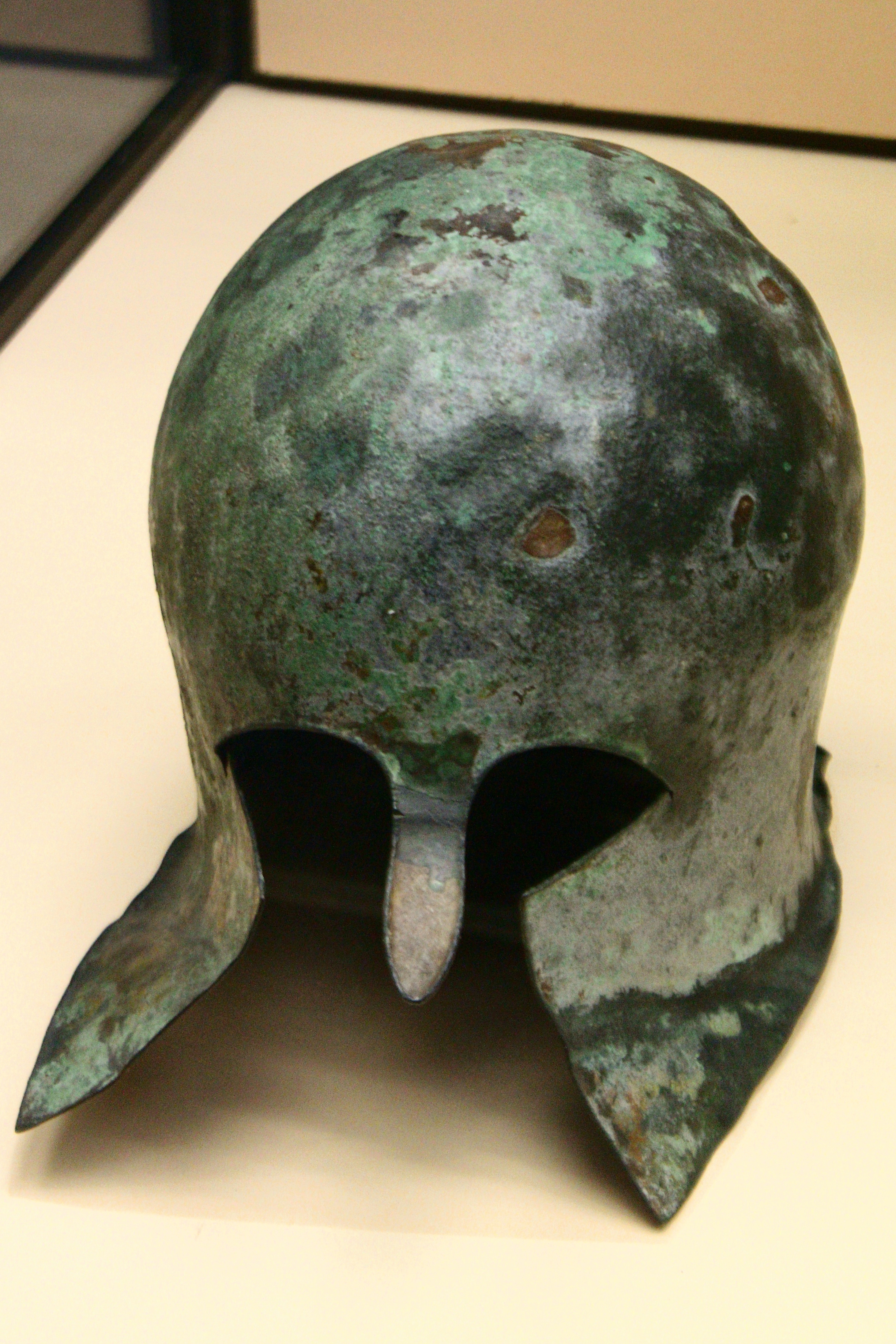
Casque grec en bronze de type corinthien (VIIe siècle av. J.-C.). Musée de Mariemont, Belgique.
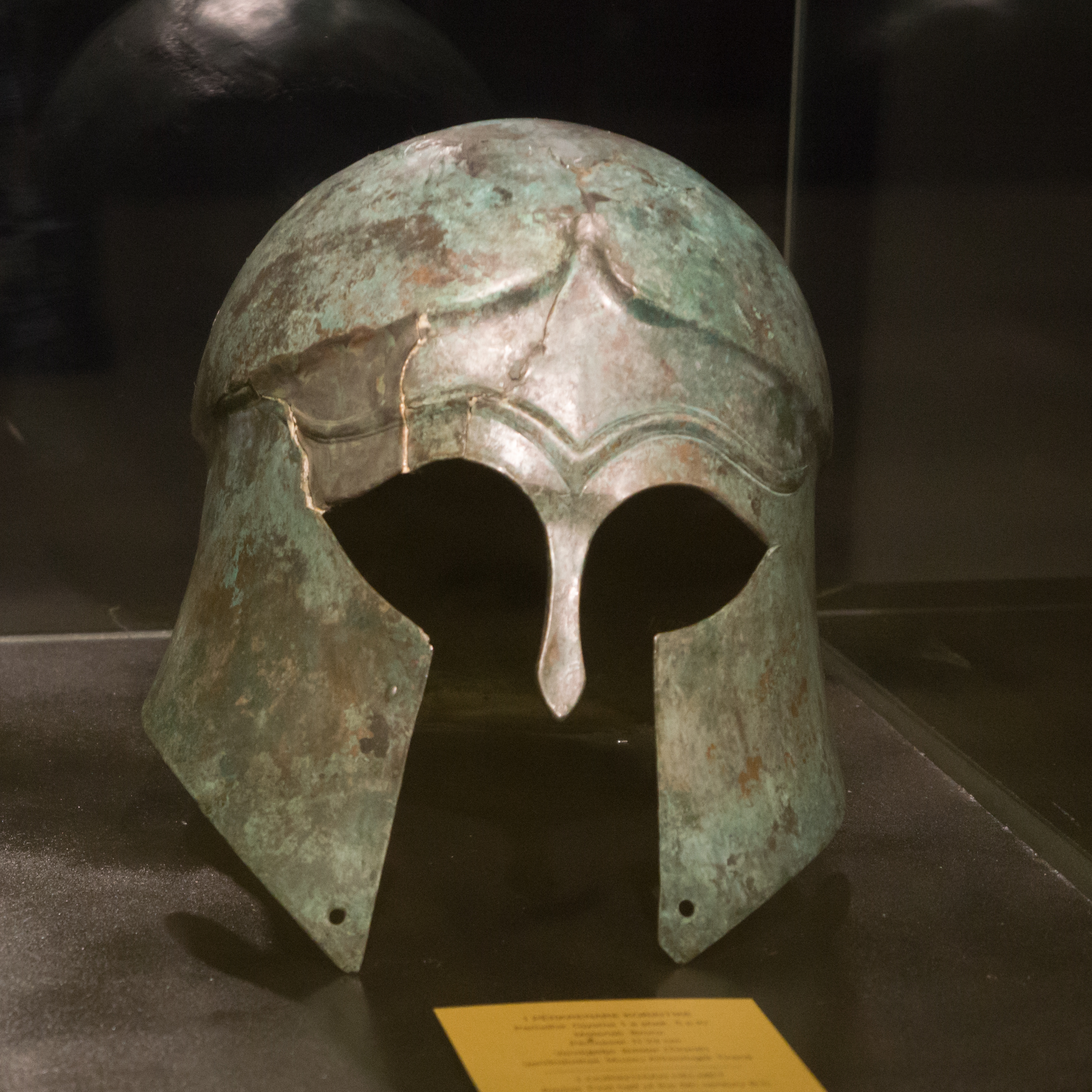
Casque corinthien, Ve siècle av. J.-C., Bastar (Tirana). Bronze, 23 cm. Musée archéologique de Tirana.
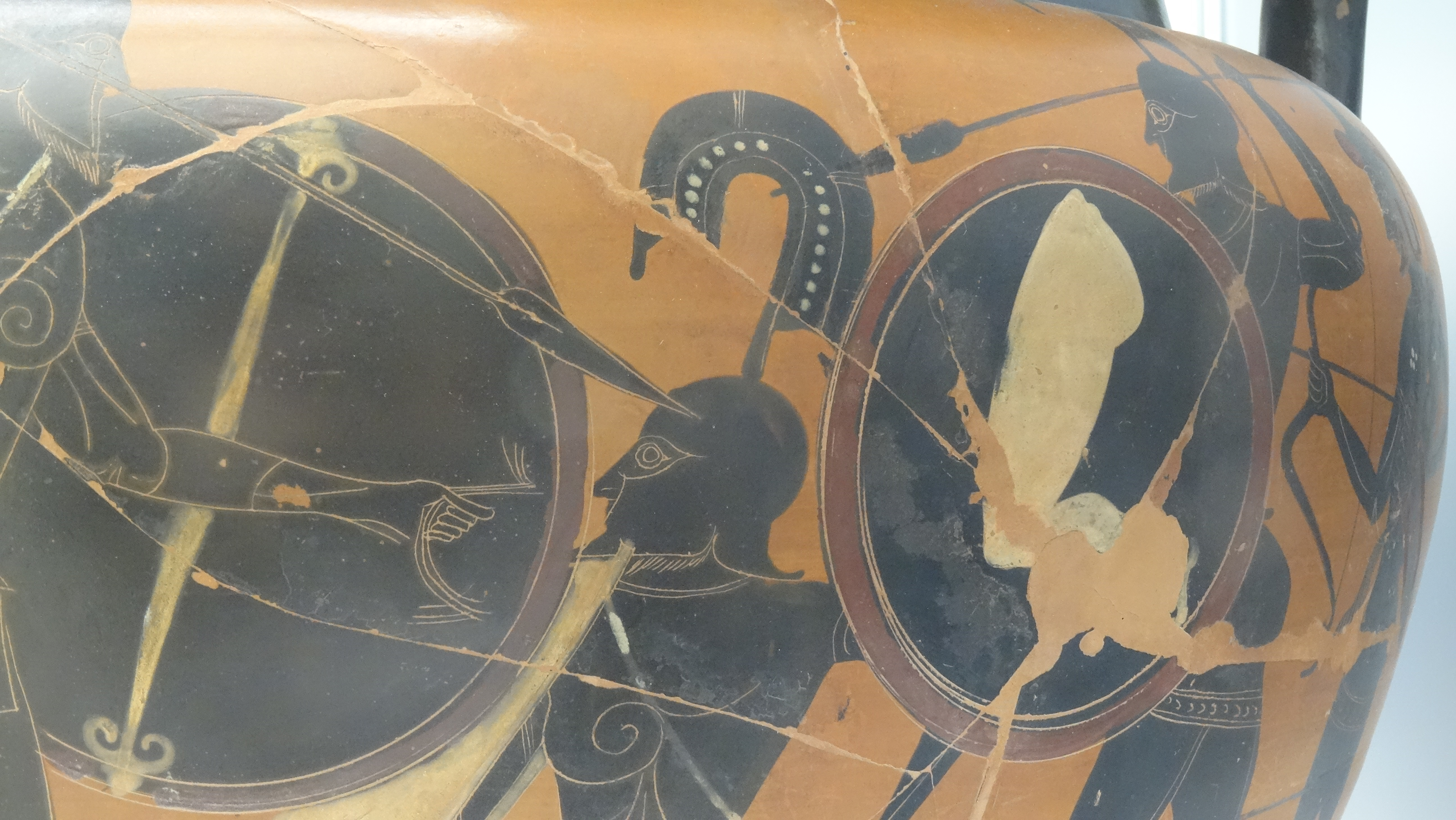
Détail d'une scène de combat entre guerriers portant des casques corinthiens. Amphore attique à figures noires attribuée au Peintre de la Balançoire, vers 550-530 av. J.-C., Naples, Museo Nazionale Archeologico, 81305.
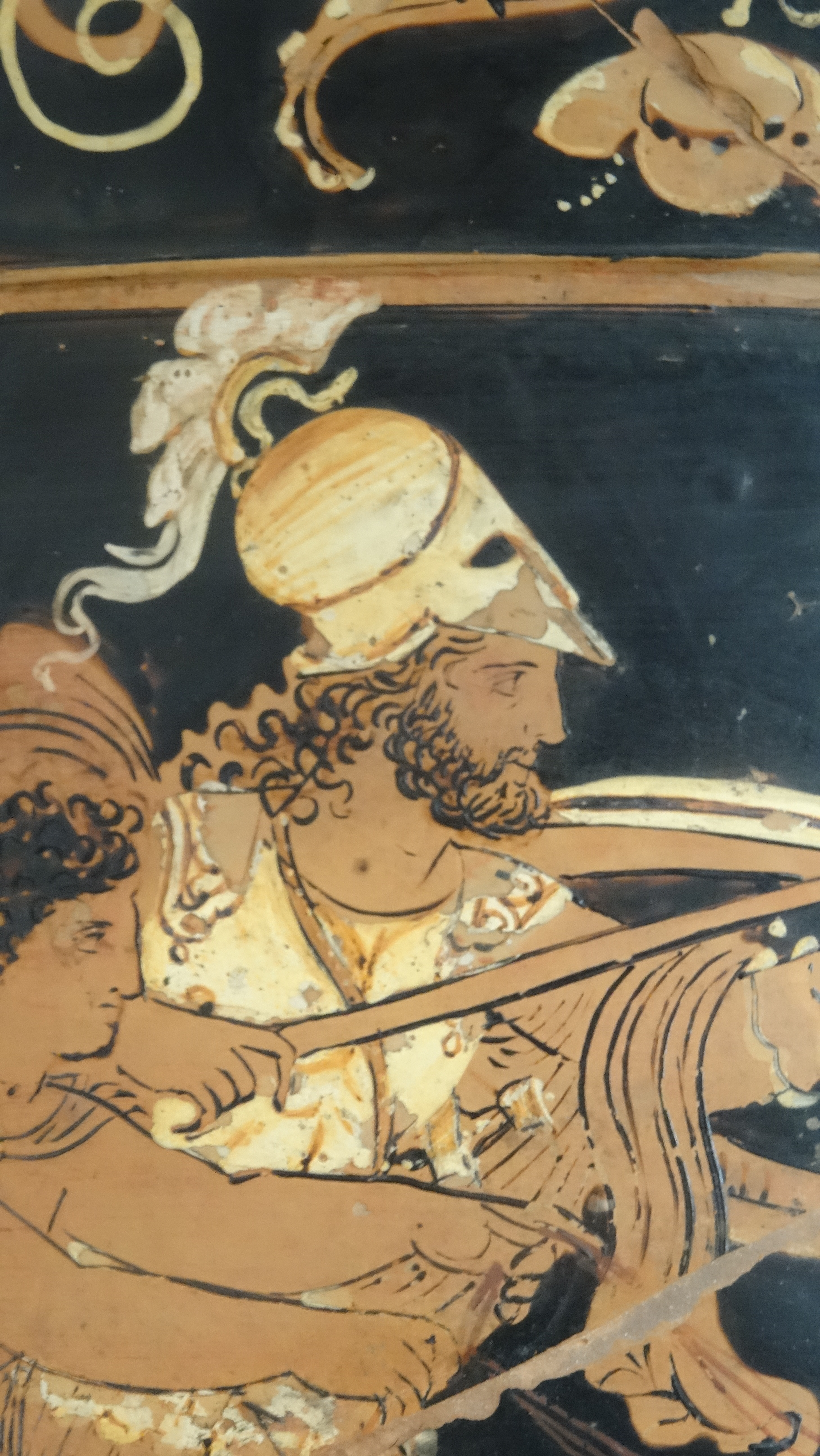
Guerrier portant un casque corinthien. Détail d'un cratère à volutes apulien à figures rouges, vers 340-320 av. J.-C., Naples, Museo Nazionale Archeologico, 81667.
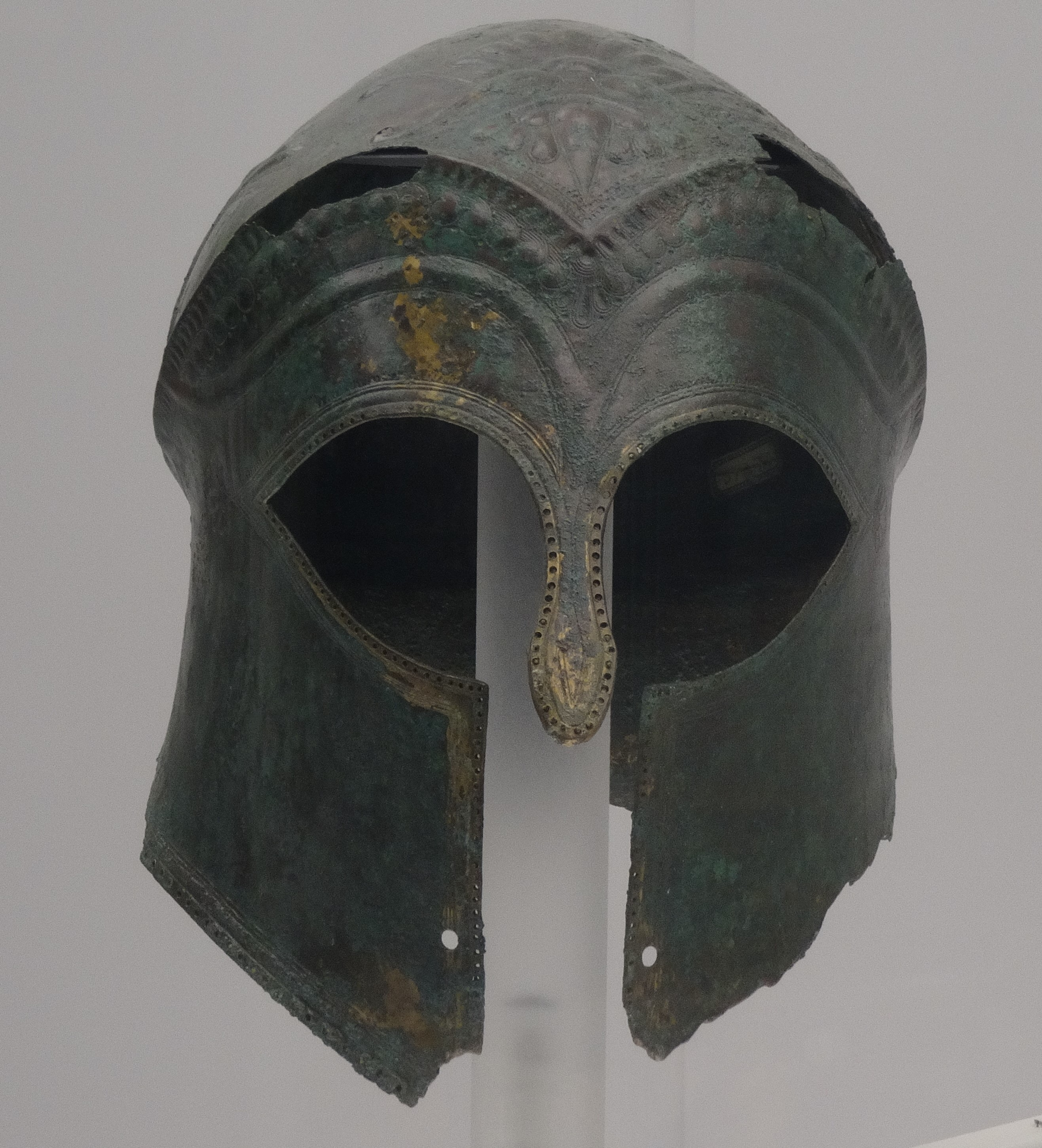
Casque corinthien en bronze richement décoré au repoussé et par incisions présentant les trous de fixation d'un rembourrage interne. Découvert à Ruvo (Italie), fin du VIe siècle av. J.-C., Naples, Museo Nazionale Archeologico, 5707.

## Origines et évolutions de la morphologie du casque
Le casque corinthien est le casque grec le plus documenté archéologiquement, dans l'ensemble du monde grec. Il est aussi le plus diffusé et le plus célèbre. Sa typologie est bien connue, notamment grâce aux 250 exemplaires retrouvés à Olympie.
L’iconographie céramique du géométrique tardif atteste des premiers cas de casques corinthiens vers 700 av. J.-C., où l’on trouve représenté des hoplites coiffés d’un casque morphologiquement proche d’un exemplaire contemporain retrouvé à Olympie. L’apparition du casque corinthien est contemporaine des derniers exemplaires des « Kegelhelme » attestés dans le monde étrusque, mais aussi dans le monde adriatique.
Le casque corinthien devient dès les premiers temps la pièce essentielle de l’armement hoplitique. La première typologie des casques corinthiens fut établie en 1936 par Erich Kukahn, à la suite de la reprise des fouilles à Olympie, et fut reprise et améliorée par H. Pflug dans le catalogue Antike Helme publié en 1988. Cette typologie établie l'existence des trois formes principales pour le casque corinthien.
La typologie établie par Pflug se base sur deux critères la morphologie de la calotte d'une part et sa relation avec les parties inférieure du casque d'autre part. La typo-chronologie est principalement établie grâce aux exemplaires découverts en fouilles et datés par le matériel associé, mais aussi par l’iconographie des vases grecs. Les plus anciens exemplaires présentant tous les critères du casque corinthien sont ceux retrouvés à Delphes et à Olympie, à l’époque orientalisante.

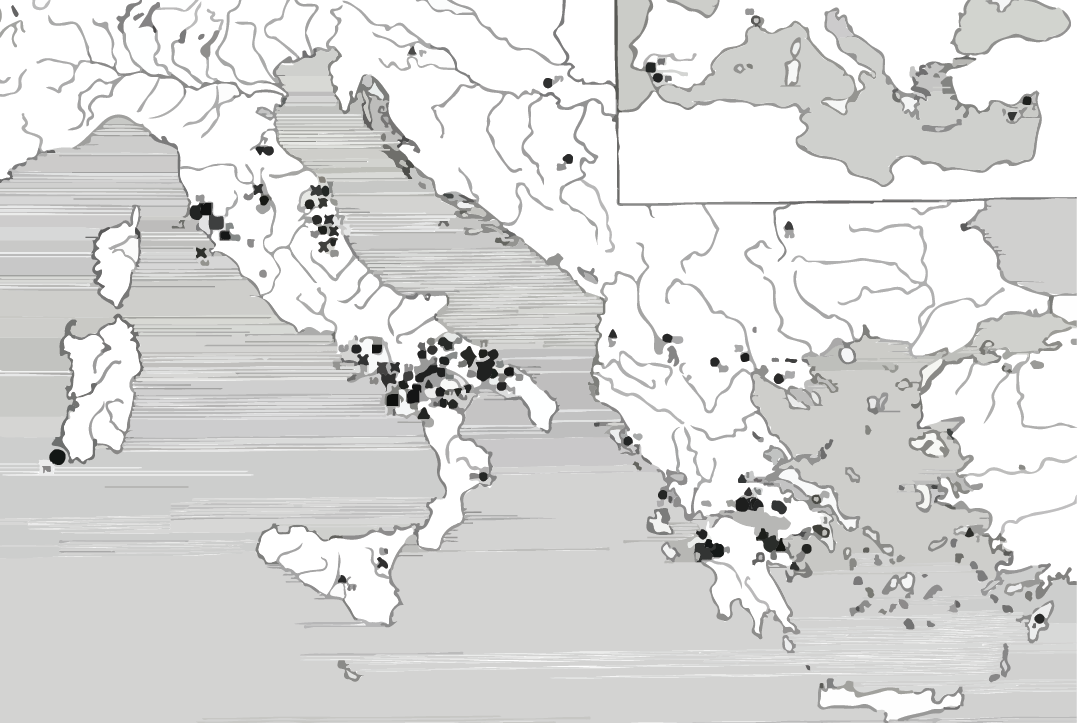
Zones de répartition des découvertes de casques corinthiens en Méditerranée.

La répartition spatiale des découvertes des casques corinthiens est corrélée d'une part à la présence des grands sanctuaires panhelléniques (Delphes et Olympie par exemple), mais aussi aux différentes et successives « hégémonies » politiques et commerciales des colonies grecques du sud de l’Italie : les casques les plus anciens sont par exemple proches des cités de Cumes et de Pithécusse, avec une diffusion préférentielle le long des vallées du Sele et de l’Ofanto vers l’est ; les casques de la deuxième période sont principalement présents en Basilicate, avec un pic de présence aux abords des cités de Tarente et de Métaponte, avec une diffusion en Iapygie, Daunie, et en Messapie. Les casques de la troisième période sont moins présents, avec quelques exemplaires proches d’Héraclée, mais aussi dans le Vallo di Diano (Padula), et surtout une plus forte présence sur le versant adriatique et dans le monde étrusque. Les contextes de découvertes sont très différents entre le monde grec et le monde italique et indigène : dans le premier cas, il s'agit surtout de sanctuaires ou de monuments funéraires commémorant une bataille, dans le second, il s'agit principalement de tombes prestigieuses d'individus issus des élites indigènes.

### Première forme
À l'origine, le casque corinthien est formé par l'adjonction de deux tôles de bronze rivetées et assemblées au sommet du crâne. De tels exemplaires archaïques furent découverts à Olympie mais aussi dans certaines tombes du début du VIIe s. av. J.-C. en Italie méridionale, notamment à Sala Consilina,. Progressivement, l'amélioration des techniques de mise en forme du bronze amène les artisans à produire des casques formés d'une tôle unique. Le nasal, lui aussi d'abord riveté, subit la même évolution et devient par la suite le prolongement de la calotte et du frontal. Le casque corinthien a dans sa première forme la forme d'une cloche droite, sans rehaussement du pare-nuque, sans décoration particulière.
Le VIIe siècle av. J.-C. est marqué notamment par la distinction qui s’installe progressivement entre le casque corinthien et le casque illyrien, ce dernier présentant deux crêtes parallèles sur le sommet de la calotte, et des paragnathides plus prononcée et descendant plus bas sous la mandibule. Cependant, à contrario du casque corinthien, l'illyrien laisse le visage découvert.

### Deuxième forme

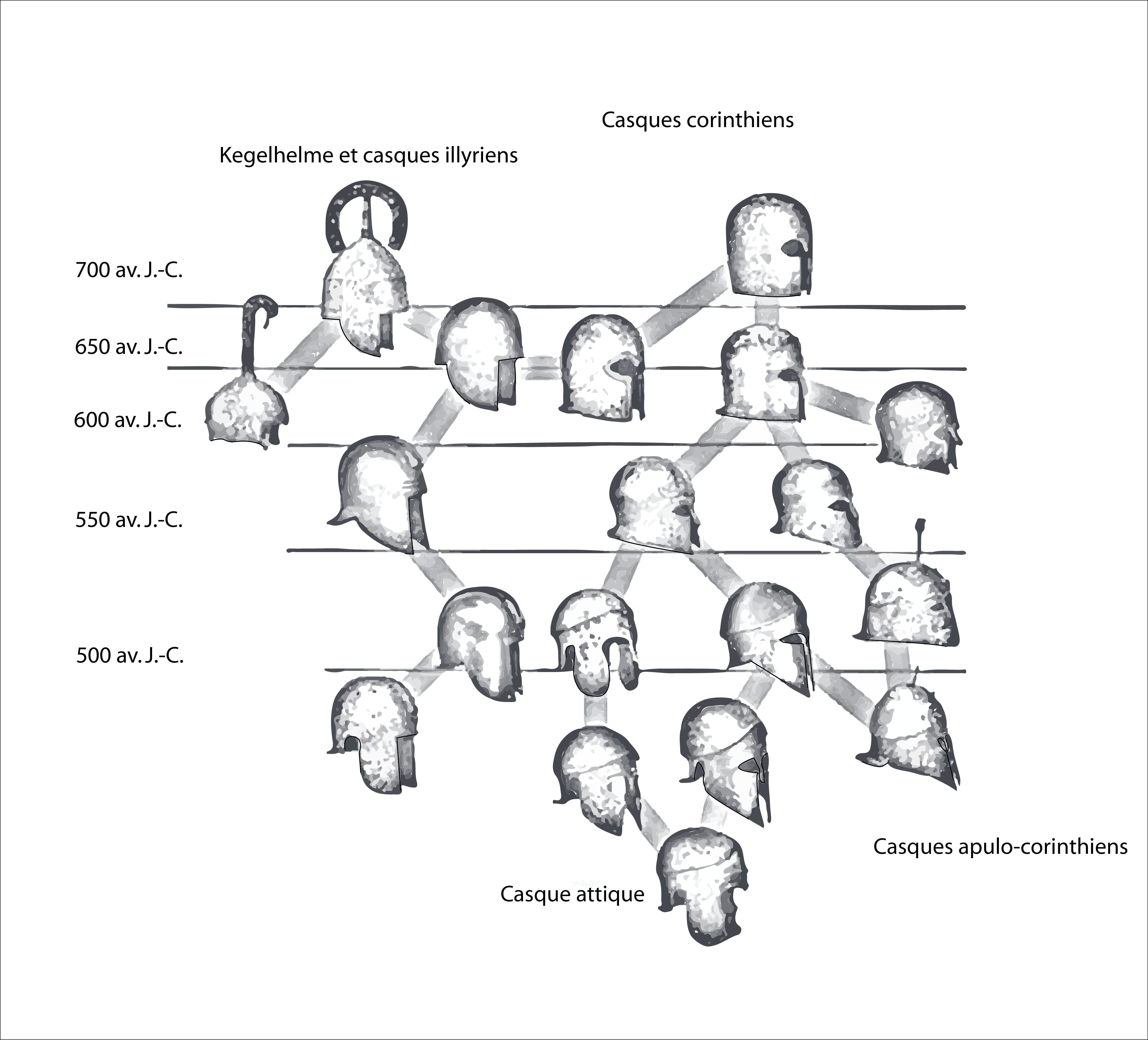
Schéma de l'évolution typologique des casques grecs de l'époque archaïque à l'époque classique.

La deuxième étape de développement du casque corinthien est déterminée par l’arrondissement progressif de la ligne basse du casque ; Dans un premier temps, vers 640 av. J.-C., une brisure est introduite entre les paragnathides et le commencement du pare-nuque, afin de mieux s'adapter aux muscles des trapèzes de part et d'autre de l'arrière de la nuque. Cet aménagement permet une meilleure capacité de mouvement pour la tête du guerrier. Cette brisure devient rapidement une encoche profonde. On observe cette évolution dans l’iconographie pour la première fois sur l’olpé Chigi.
Le nasal évolue aussi : il s’affine progressivement, La fabrication est de plus en plus soignée à mesure que se développe la métallurgie. Les parois du casque s’épaississent progressivement à partir du VIe s. av. J.-C., dans le même temps se développe la pratique du décor incisé sur les pourtours des yeux, du nasal, et des paragnathides : sourcils décorés par un reptile, adjonctions d'éléments en relief, palmette et motifs végétaux coiffant le sommet du front, incisions suivant les bords du casque, constituent les éléments de raffinement « esthétique » de la panoplie hoplitique, qui constituent selon les historiens les éléments d'une personnalisation du casque par le guerrier, lui conférant une valeur ajoutée. Certains de ces décors étaient même réalisés en métaux précieux martelés et fixés à la tôle de bronze. La transmission du casque, ou sa dédicace dans un sanctuaire revêtait ainsi une charge symbolique plus forte. De nombreux exemplaires de casques décorés ont été découverts en Italie du sud.
Dans les deux derniers tiers du VIIe s. av. J.-C., la calotte s'arrondit progressivement moins aplatie sur le haut. P. H. Blyth a démontré que cet épaississement était lié à une mutation dans la pratique du combat : là ou les premiers casques sont très fins, destinés à amortir des coups moins violents, les casques du VIe s. av. J.-C. s’épaississent sensiblement pour encaisser des chocs plus puissants, déformants.

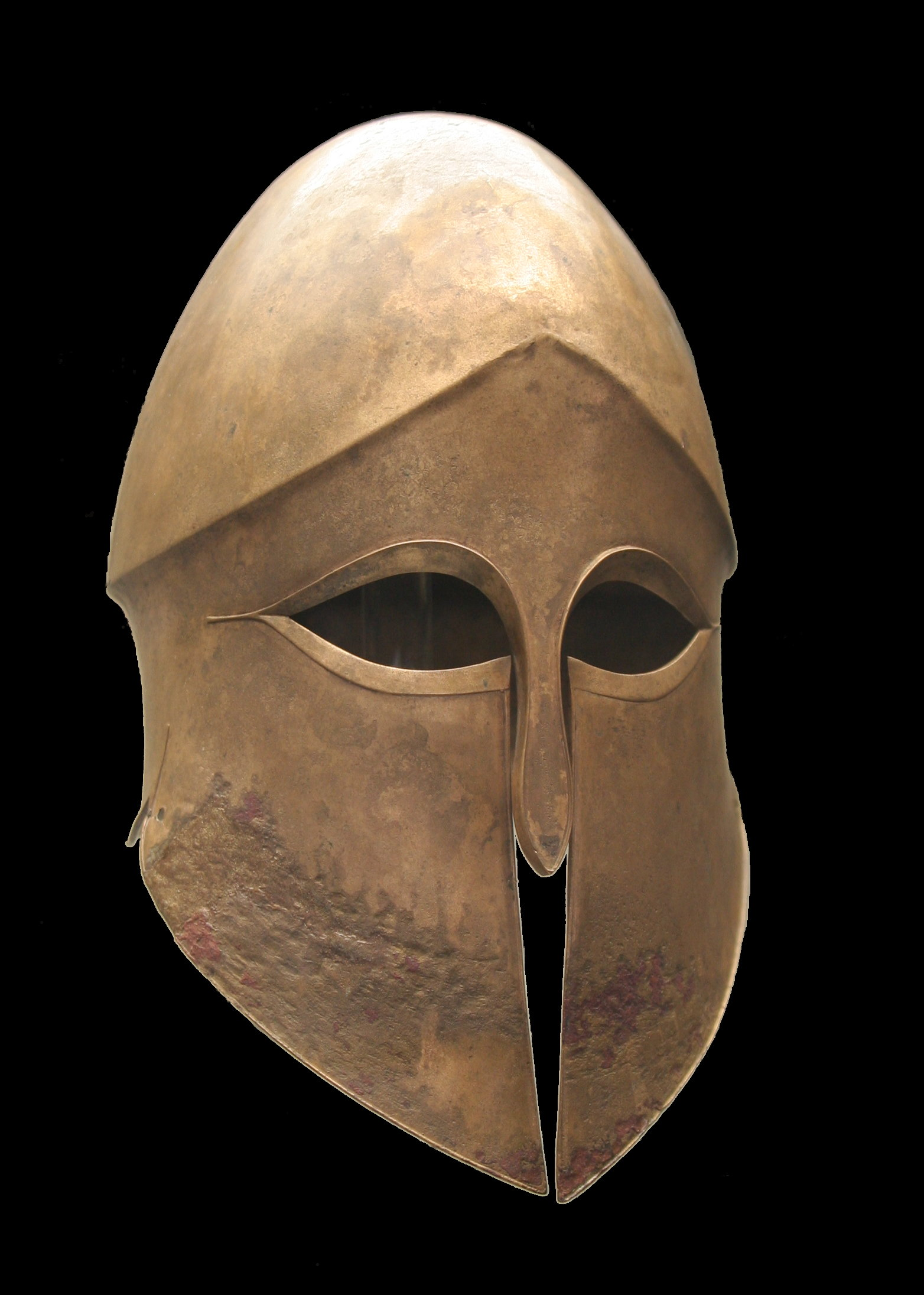
Casque corinthien de type Hermione, v. 500 av. J.-C., Munich, Staatliche Antikensammlungen (Inv. 4330).

### Troisième forme
L’évolution qui fait suite à cet épaississement du VIe siècle av. J.-C. et qui caractérise l'émergence de la troisième forme est l'apparition de la carène frontale. Cette carène est interprétée comme une solution morphologique pour mieux protéger le guerrier et comme un indice chronologique. A mi-hauteur de la calotte, les artisans ajoutèrent progressivement une carène pour élargir l'espacement entre le crâne et le casque, permettant d'y loger un bourrage en textile plus épais, et donc plus protecteur. C’est ce qui caractérise par exemple le casque de type Hermione, le casque corinthien classique par excellence, qui apparaît dans le dernier tiers du VIe siècle av. J.-C. C'est cette troisième forme qui est couramment retenue dans l'iconographie classique mais aussi dans l'imagerie contemporaine représentant le guerrier grec.

## Utilisation en tant qu'insigne
Le casque corinthien a été choisi comme insigne pour les membres du CSFM (Conseil Supérieur de la Fonction Militaire), l'organe de concertation et de dialogue social des armées en France.

## Dans la culture populaire
Le casque emblématique porté par le rôle-titre du péplum Gladiator de Ridley Scott (sorti en 2000), s'inspire de ce modèle corinthien.

## Galerie

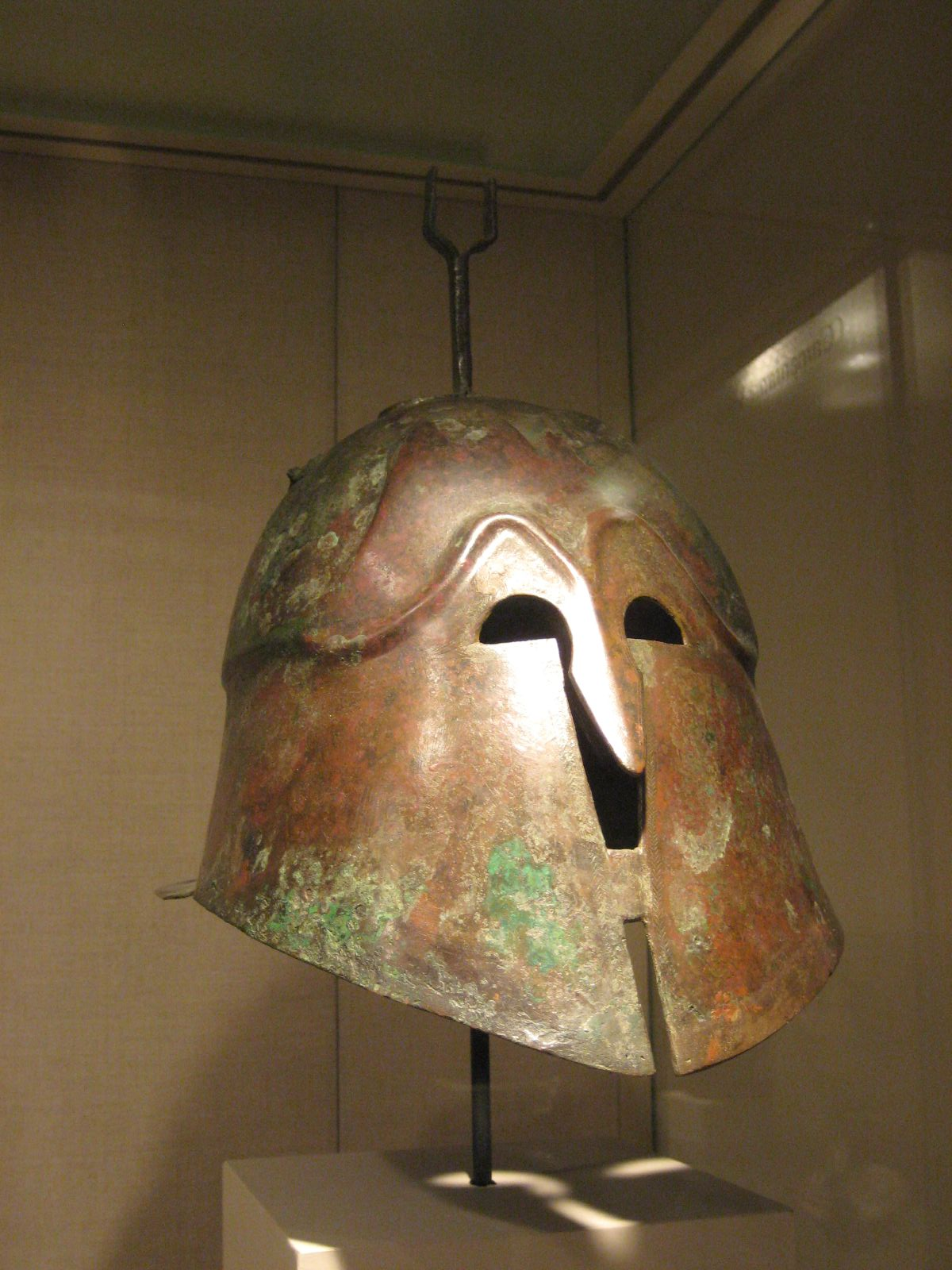
Casque italo-corinthien décoré de sourcils en forme de serpents.
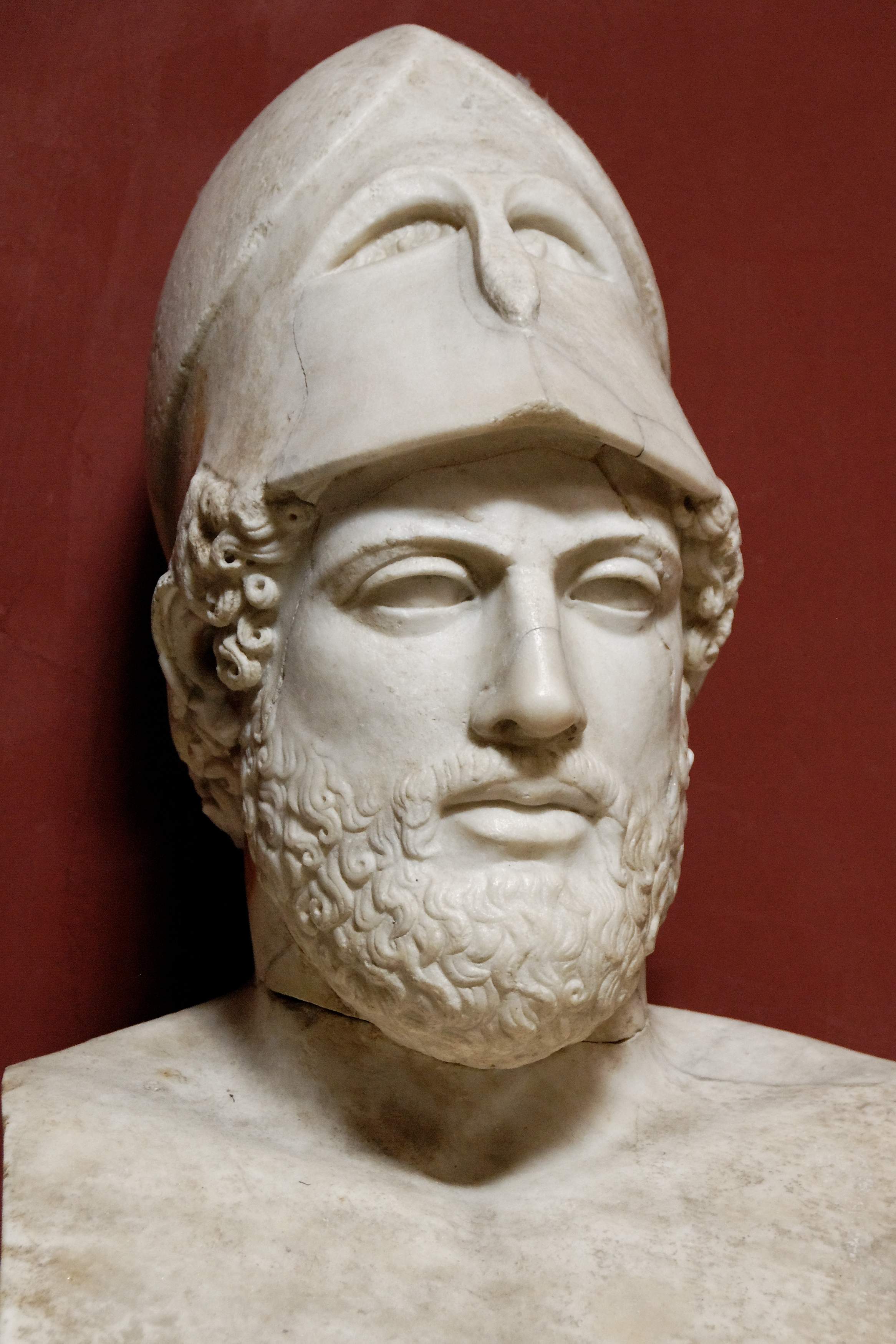
Buste de Périclès avec casque corinthien, copie romaine d'après un original grec d'environ 430 av. J.-C.
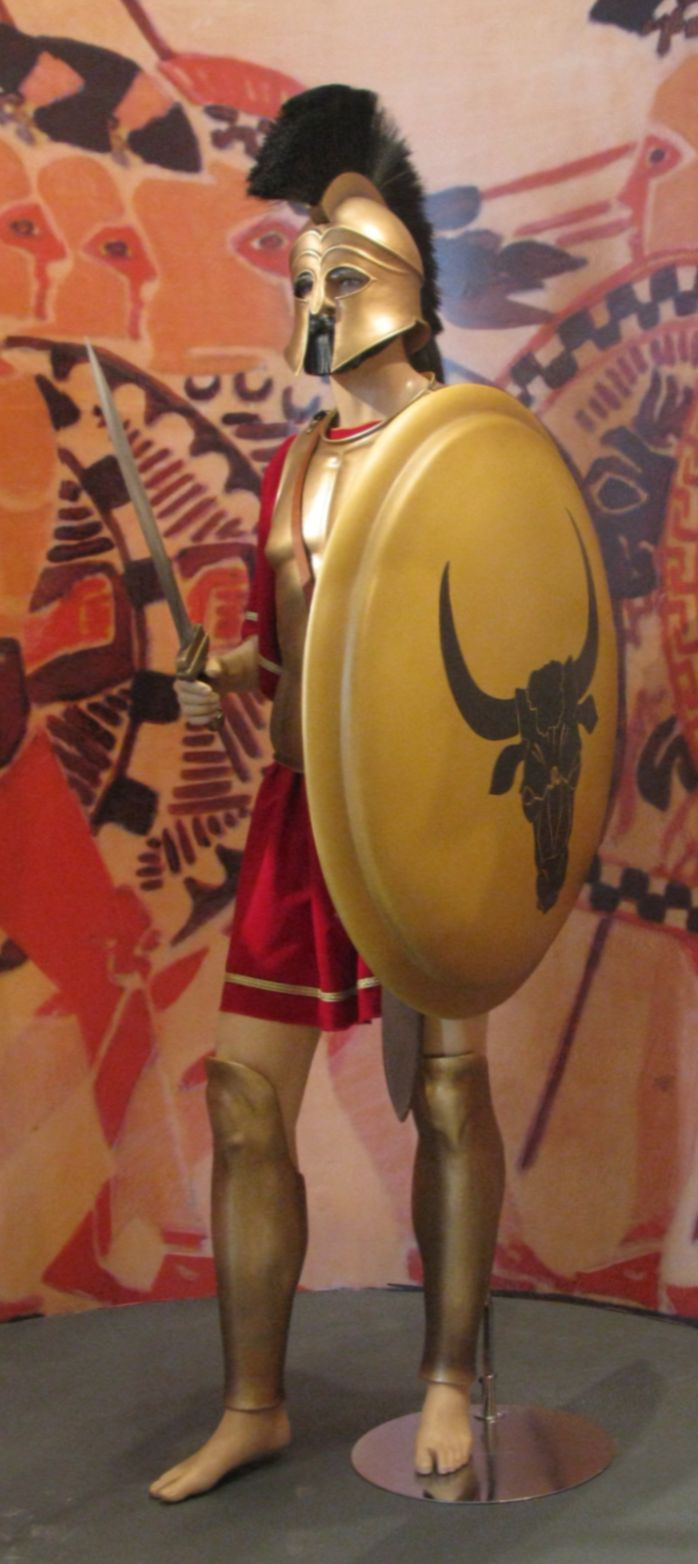
Casque d'hoplite avec un grand panache de crin en forme de crosse fixé sur une crête sur le haut du timbre.